# Masters of Chant Chapter VI
Masters of Chant Chapter VI is het negende album van de Duitse band Gregorian en werd uitgebracht op 28 september 2007.

## Tracks
1. "Guide Me God"  (Sinéad O'Connor)
2. "Miracle of Love" (Eurythmics)
3. "Dreams" (Fleetwood Mac)
4. "The Circle"
5. "Mad World" (Tears for Fears)
6. "Mercy Street" (Peter Gabriel)
7. "Believe in Me" (Lenny Kravitz)
8. "One of Us" (Joan Osborne)
9. "Who Wants to Live Forever" (Queen)
10. "Crying in the Rain" (The Everly Brothers)
11. "Greensleeves" (Traditional)
12. "Jóga" (Björk)
13. "The Time Has Come"
14. "Fix You" (Coldplay)